# Chromosome 10 humain
Le chromosome 10 est un des 24 chromosomes humains. C'est l'un des 22 autosomes.

## Caractéristiques du chromosome 10
- Nombre de paires de base : 135 413 628
- Nombre de gènes : 862
- Nombre de gènes connus : 730
- Nombre de pseudo gènes : 317
- Nombre de variations des nucléotides (S.N.P ou single nucleotide polymorphisme) : 473 419

## Maladies localisées sur le chromosome 10
- La nomenclature utilisée pour localiser un gène est décrite dans l'article de celui-ci
- Les maladies en rapport avec des anomalies génétiques localisées sur le chromosome 10 sont :

| Maladies localisées sur le chromosome 10                               | Maladies localisées sur le chromosome 10 | Maladies localisées sur le chromosome 10 | Maladies localisées sur le chromosome 10 | Maladies localisées sur le chromosome 10 | Maladies localisées sur le chromosome 10        |
| ---------------------------------------------------------------------- | ---------------------------------------- | ---------------------------------------- | ---------------------------------------- | ---------------------------------------- | ----------------------------------------------- |
| Pathologie                                                             | Transmission                             | O.M.I.M                                  | Locus                                    | Gène                                     | Protéine codée par le gène                      |
| Bras long                                                              |                                          |                                          |                                          |                                          |                                                 |
|                                                                        |                                          |                                          |                                          |                                          |                                                 |
|                                                                        |                                          |                                          |                                          |                                          |                                                 |
|                                                                        |                                          |                                          |                                          |                                          |                                                 |
|                                                                        |                                          |                                          |                                          |                                          |                                                 |
|                                                                        |                                          |                                          |                                          |                                          |                                                 |
|                                                                        |                                          |                                          |                                          |                                          |                                                 |
|                                                                        |                                          |                                          |                                          |                                          |                                                 |
|                                                                        |                                          |                                          |                                          |                                          |                                                 |
|                                                                        |                                          |                                          |                                          |                                          |                                                 |
|                                                                        |                                          |                                          |                                          |                                          |                                                 |
|                                                                        |                                          |                                          |                                          |                                          |                                                 |
|                                                                        |                                          |                                          |                                          |                                          |                                                 |
|                                                                        |                                          |                                          |                                          |                                          |                                                 |
|                                                                        |                                          |                                          |                                          |                                          |                                                 |
|                                                                        |                                          |                                          |                                          |                                          |                                                 |
|                                                                        |                                          |                                          |                                          |                                          |                                                 |
|                                                                        |                                          |                                          |                                          |                                          |                                                 |
|                                                                        |                                          |                                          |                                          |                                          |                                                 |
|                                                                        |                                          |                                          |                                          |                                          |                                                 |
| Syndrome d'Apert                                                       | Dominante                                | 101200                                   | q26                                      | FGFR2                                    | Fibroblast growth factor receptor 2             |
| Syndrome de Pfeiffer                                                   | Dominante                                | 101600                                   | q26                                      | FGFR2                                    | Fibroblast growth factor receptor 2             |
| Syndrome de Crouzon                                                    | Dominante                                | 123500                                   | q26                                      | FGFR2                                    | Fibroblast growth factor receptor 2             |
|                                                                        |                                          |                                          | q26                                      |                                          |                                                 |
|                                                                        | ;                                        |                                          |                                          |                                          |                                                 |
|                                                                        |                                          |                                          |                                          |                                          |                                                 |
|                                                                        |                                          |                                          |                                          |                                          |                                                 |
|                                                                        |                                          |                                          |                                          |                                          |                                                 |
|                                                                        |                                          |                                          |                                          |                                          |                                                 |
|                                                                        |                                          |                                          |                                          |                                          |                                                 |
|                                                                        |                                          |                                          |                                          |                                          |                                                 |
|                                                                        |                                          |                                          | q25                                      |                                          |                                                 |
|                                                                        |                                          |                                          |                                          |                                          |                                                 |
|                                                                        |                                          |                                          |                                          |                                          |                                                 |
|                                                                        |                                          |                                          |                                          |                                          |                                                 |
|                                                                        |                                          |                                          |                                          |                                          |                                                 |
|                                                                        |                                          |                                          |                                          |                                          |                                                 |
| Hyperplasie congénitale des surrénales Déficit en 17-alpha-hydroxylase | Récessive                                | 202110                                   | q24.3                                    | CYP17A1                                  |                                                 |
|                                                                        |                                          |                                          | q24                                      |                                          |                                                 |
|                                                                        |                                          |                                          |                                          |                                          |                                                 |
| Syndrome de Cowden                                                     | Dominante                                | 176920                                   | q23.31                                   | PTEN                                     |                                                 |
| Syndrome de Bannayan-Riley-Ruvalcaba                                   | Dominante                                | 153480                                   | q23.31;                                  | PTEN                                     |                                                 |
| Syndrome de Protée                                                     | Dominante                                | 176920                                   | q23.31                                   | PTEN                                     |                                                 |
|                                                                        |                                          |                                          | q23                                      |                                          |                                                 |
|                                                                        |                                          |                                          |                                          |                                          |                                                 |
|                                                                        |                                          |                                          |                                          |                                          |                                                 |
|                                                                        |                                          |                                          |                                          |                                          |                                                 |
| Lymphohistiocytose familiale                                           | Récessive                                |                                          | q22                                      | Gène inconnu                             |                                                 |
|                                                                        |                                          |                                          | q22                                      |                                          |                                                 |
|                                                                        |                                          |                                          |                                          |                                          |                                                 |
|                                                                        |                                          |                                          |                                          |                                          |                                                 |
| Maladie de Charcot-Marie-Tooth type 4E                                 | Récessive                                | 129010                                   | q21.1-q22.1                              | EGR2                                     | Early growth response protein 2                 |
| Maladie de Charcot-Marie-Tooth type 1D                                 | Dominante                                | 607678                                   | q21.1-q22.1                              | EGR2                                     | Early growth response protein 2                 |
|                                                                        |                                          |                                          | q21                                      |                                          |                                                 |
|                                                                        |                                          |                                          |                                          |                                          |                                                 |
|                                                                        |                                          |                                          |                                          |                                          |                                                 |
|                                                                        |                                          |                                          |                                          |                                          |                                                 |
|                                                                        |                                          |                                          |                                          |                                          |                                                 |
| Maladie de Hirschsprung non syndromique                                | Dominante                                | 142623                                   | q11.2                                    | RET                                      | Proto-oncogene tyrosine-protein kinase receptor |
|                                                                        |                                          |                                          | q11                                      |                                          |                                                 |
|                                                                        |                                          |                                          |                                          |                                          |                                                 |
|                                                                        |                                          |                                          |                                          |                                          |                                                 |
|                                                                        |                                          |                                          |                                          |                                          |                                                 |
| Bras court                                                             |                                          |                                          |                                          |                                          |                                                 |
|                                                                        |                                          |                                          |                                          |                                          |                                                 |
|                                                                        |                                          |                                          |                                          |                                          |                                                 |
|                                                                        |                                          |                                          |                                          |                                          |                                                 |
|                                                                        |                                          |                                          |                                          |                                          |                                                 |
|                                                                        |                                          |                                          |                                          |                                          |                                                 |
|                                                                        |                                          |                                          |                                          |                                          |                                                 |
|                                                                        |                                          |                                          | p11                                      |                                          |                                                 |
| Maladie de Refsum                                                      | Récessive                                | 266500                                   | 10pter-p11.2                             | PHYH                                     |                                                 |
|                                                                        |                                          |                                          |                                          |                                          |                                                 |
|                                                                        |                                          |                                          |                                          |                                          |                                                 |
|                                                                        |                                          |                                          |                                          |                                          |                                                 |
|                                                                        |                                          |                                          | p12                                      |                                          |                                                 |
|                                                                        |                                          |                                          |                                          |                                          |                                                 |
|                                                                        |                                          |                                          |                                          |                                          |                                                 |
|                                                                        |                                          |                                          |                                          |                                          |                                                 |
|                                                                        |                                          |                                          |                                          |                                          |                                                 |
|                                                                        |                                          |                                          | p13                                      |                                          |                                                 |
|                                                                        |                                          |                                          |                                          |                                          |                                                 |
|                                                                        |                                          |                                          |                                          |                                          |                                                 |
|                                                                        |                                          |                                          |                                          |                                          |                                                 |
|                                                                        |                                          |                                          |                                          |                                          |                                                 |
|                                                                        |                                          |                                          |                                          |                                          |                                                 |
|                                                                        |                                          |                                          | p14                                      |                                          |                                                 |
|                                                                        |                                          |                                          |                                          |                                          |                                                 |
|                                                                        |                                          |                                          |                                          |                                          |                                                 |
|                                                                        |                                          |                                          |                                          |                                          |                                                 |
|                                                                        |                                          |                                          |                                          |                                          |                                                 |
| Anémie hémolytique                                                     |                                          |                                          | p15                                      |                                          |                                                 |
|                                                                        |                                          |                                          |                                          |                                          |                                                 |
|                                                                        |                                          |                                          |                                          |                                          |                                                 |
|                                                                        |                                          |                                          |                                          |                                          |                                                 |
|                                                                        |                                          |                                          |                                          |                                          |                                                 |

## Sources
- (en) Ensembl Genome Browser
- (en) Online Mendelian Inheritance in Man, OMIM (TM). Johns Hopkins University, Baltimore, MD.